# Gerard Reve
Gerard (Kornelis van het) Reve (Amsterdam, 14. prosinca 1923. – Zulte, Belgija, 8. travnja 2006.) je bio nizozemski pisac i pjesnik. Zajedno s Harryjem Mulischem i Frederikom Hermansom pripada "Velikoj trojki" (De Grote Drie) nizozemske poslijeratne književnosti.
Skraćenu verziju svojeg imena, Gerard Reve, prihvatio je 1973. i tako je ostao poznat do danas. Njegov roman "Četvrti čovjek" (De vierde man) iz 1981. je služio kao skripta za film Paula Verhoevena iz 1983. godine.
Reve je bio jedan od prvih deklariranih homoseksualaca u Nizozemskoj. Često je eksplicitno pisao o erotskoj privlačnosti, seksualnim odnosima i vezama muškaraca koje su mnogi čitatelji smatrali šokantnima. Iako je to opisivao na jedan ironičan, humorističan i nadasve prepoznatljiv način, što je i pridonijelo osvještavanju čitateljstva i prihvaćanju homoseksualnosti. Jedna druga tema kojom se često bavio, uz erotiku, bila je religija. Reve sam je smatrao da je glavna poruka njegova cjelokupnog opusa zapravo spasenje od materijalističkog svijeta u kojem živimo.

## Datum rođenja
Reve je kao i Gustave Flaubert (kojemu se osobito divio) rođen 13. prosinca. Međutim, iz praznovjerja je Flaubert upisan na 12. prosinca a Reve na 14. prosinca u knjigu rođenih. Reve je izjavio da bi više volio da je i on upisan na 12. prosinca jer mu ovako smrt uvijek dašće iza leđa.